# 鳥嶼發電廠
鳥嶼發電廠位於臺灣澎湖縣白沙鄉鳥嶼村，為台灣電力公司所興建的小型柴油火力發電廠，目前因澎湖本島經員貝嶼至鳥嶼的海底電纜完工，該發電廠已停機並裁撤，僅留有發電廠房。

## 沿革
澎湖縣白沙鄉鳥嶼村於臺灣戰後時期仍為島嶼居民自辦發電業務，而當時臺灣各地離島均以小型柴油火力發電為主，但柴油成本高昂，使一般民眾購電價格居高不下，生活困苦，因此時任行政院長蔣經國核定「台電公司接辦臺灣省離島電業實施方案」，自1974年起分三年接辦各離島的自營發電業務，以及強化各島嶼的電力基礎建設。
鳥嶼經台灣電力公司於1976年6月接辦電力供應業務後，於1980年6月27日完成鳥嶼發電廠，由澎湖區營業處負責營運維護，廠內裝設一部300kW柴油發電機組，但當時尚無法24小時全天候供電，後續台電公司編列新臺幣1億2千多萬元預算，進行虎井、吉貝及鳥嶼等三座澎湖離島發電廠擴建工程，鳥嶼發電廠第二部300kW發電機擴建工程於1990年4月12日下午四時併聯發電，自此鳥嶼全島可24小時全天候供電。
因應澎湖離島各發電廠運轉成本高昂的問題，台電公司開始研議採用海底電纜，由澎湖本島直接供應其他小島電力的方案，首先於1996年7月完成澎湖本島岐頭至員貝島的海底電纜工程，再於1997年12月10日完成員貝至鳥嶼的海底電纜，自此鳥嶼發電廠功成身退，轉入停機備役狀態，僅保留兩部發電機組於海底電纜中斷時的緊急用電。

## 設備

### 發電機組
| 名稱   | 柴油機類型 | 發電機類型 | 機組數量 | 發電燃料 | 裝置容量（MW） | 商轉日期      | 狀態     |
| ------ | ---------- | ---------- | -------- | -------- | -------------- | ------------- | -------- |
| 一號機 |            |            | 1        | 柴油     | 0.3MW          | 1980年6月27日 | 停機備役 |
| 二號機 |            |            | 1        | 柴油     | 0.3MW          | 1990年4月12日 | 停機備役 |